# 来目皇子
来目 皇子（くめのみこ、生年不詳 - 推古天皇11年2月4日（603年3月25日））は、飛鳥時代の皇族。久米王とも。用明天皇の子。

## 略歴

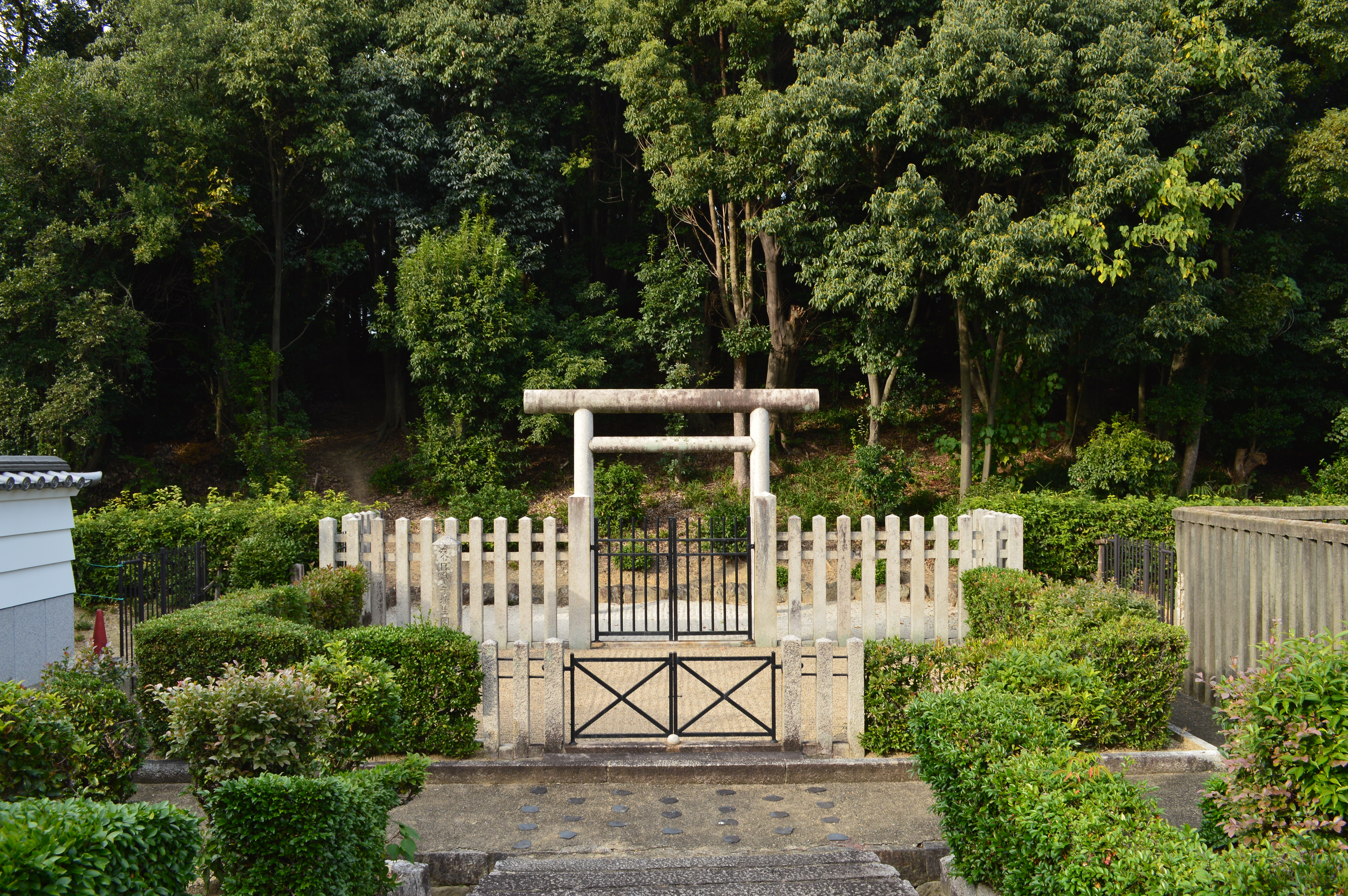
来目皇子 埴生崗上墓
（大阪府羽曳野市）

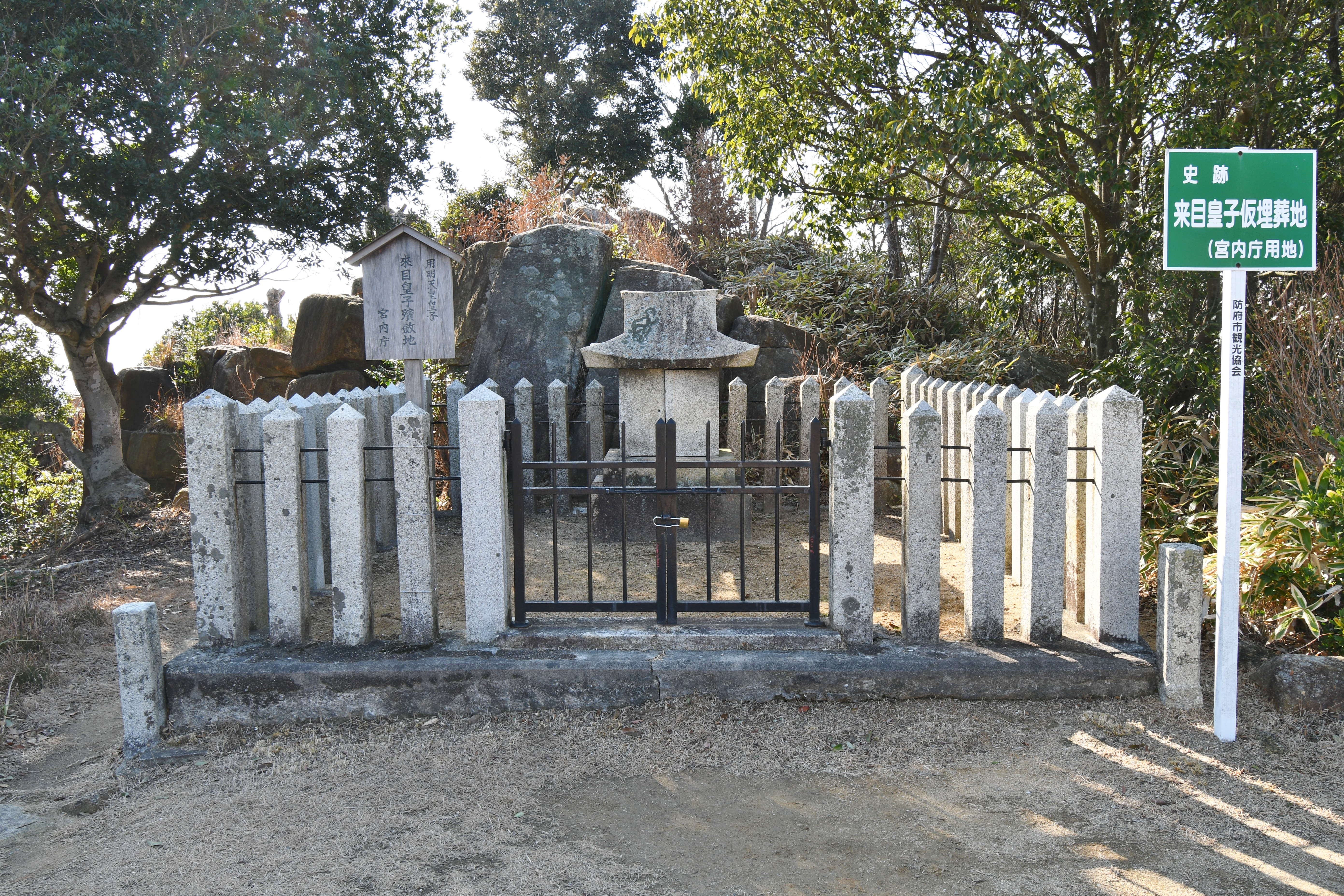
来目皇子殯斂地
（山口県防府市）

推古天皇10年（602年）2月に任那を滅ぼした新羅に対する新羅征討計画が立てられた際、征新羅大将軍として軍25,000を授けられる。4月に軍を率いて筑紫国に至り、島郡に屯営したが、6月に病を得て新羅への進軍を延期とした。征討を果たせぬまま、翌推古天皇11年（603年）2月4日に筑紫にて薨去。周防の娑婆（遺称地は山口県防府市桑山：桑山塔ノ尾古墳参照）に殯し、土師猪手がこれを管掌した。
河内国埴生山（はにゅうのやま）岡上に葬られた。現在、墓は大阪府羽曳野市はびきの3丁目の塚穴古墳（方墳・一辺約50 m）に比定され、宮内庁の管理下にある。

## 系譜
日田王を除く4人の王子女は『聖徳太子平氏伝雑勘文』所引『上宮記』による。
- 父：用明天皇
- 母：穴穂部間人皇女 - 欽明天皇皇女・用明天皇異母妹、のち田目皇子（来目皇子の異母兄）妃・佐富女王母
- 同母兄弟：聖徳太子・殖栗皇子・茨田皇子
- 妃：由波利王[1]（桜井弓張皇女とも、婚姻前、もしくは来目皇子の死後押坂彦人大兄皇子妃か）- 敏達天皇・推古天皇皇女
  - 男子：男王[2]
  - 女子：星河女王[3]
  - 男子：佐富王[4]
- 妃：比里古郎女[5] - 膳傾子女、菩岐岐美郎女妹
  - 男子：高椅王[6]
- 生母不詳の子女
  - 男子：日田王[7] - 子孫は登美真人